# Політикон

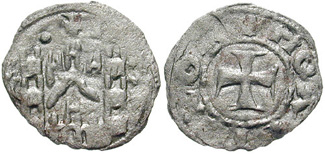
Анонімний політикон (~1328—1354 роки). 0,51 г., білон
Аверс: міські стіни з чотирма вежами, кулі вгорі, квіти з боків.
Реверс: хрест в центральному колі, напис +ΠΟΛΙΤΙΚΟΝ

Політикон (грец. Πολιτικόν) — назва білонних монет, що карбувались у Візантійській імперії в середині XIV століття і які характеризуються наявністю на них грецького напису +ΠΟΛΙΤΙΚΟΝ («міський, громадянський»). Своїм оформленням ці монети нагадували скорше тогочасні західноєвропейські монети типу торнезе, ніж традиційні візантійські монети. 

## Опис
Іконографія багатьох екземплярів візантійських політиконів, що містять легенду навколо великого хреста чи погруддя Діви Марії в центральному колі, наслідує тогочасні західноєвропейські монети типу торнезе, а не традиційні візантійські монети. Більшість політиконів не містять посилання на візантійського імператора, за часів якого вони викарбувані. Політикони відповідають загальному типу поширених тогочасних європейських монет типу торнезе і мали вагу 0,6–0,8 грама, діаметр 17 мм і вміст срібла 0,200–0,250%.
Однак є кілька винятків. Зокрема, політикон, який зберігається в Кабінеті медалей у Парижі, важить 1,4 грама та має вміст срібла 0,785, що набагато вище, ніж у типових торнезе, але все ще нижче за основну візантійську срібну монету базилікон. Декілька інших за оформленням відповідають двом типам традиційних білонних політиконів, але є більшими, товстішими та важчими (вагою приблизно 2 грами) і виготовлені з міді. Призначення цих мідних монет незрозуміле.
Значення унікального напису +ΠΟΛΙΤΙΚΟΝ, а також місце карбування цих монет довго було предметом дискусій. Як вважається, напис ΠΟΛΙΤΙΚΟΝ вказує на те, що ці монети викарбувані для задоволення певних суспільних потреб (наприклад, як тогочасні французькі монети з написом BVRGENSIS). Починаючи з Гюстава Шлюмберже, історики-нумізмати вважали, що ці монети могли використовуватись як жетони для отримання хліба, але сучасні дослідники вважають їх справжніми монетами.

## Історія

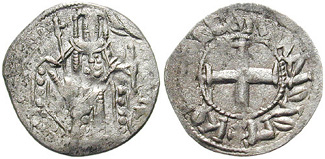
Турнесіон імператора Андроніка II Палеолога (правив у 1282—1328 р)

Переважною є думка, що політикони карбували в Константинополі, але через їхній «західний» вигляд також були висунуті припущення, що їх могли карбувати на провінційному візантійському монетному дворі десь поблизу тогочасних франкських держав у Південній Греції. Однак цей тип монет повністю відсутній у знахідках у цій місцевості, і тому їх константинопольське походження здається більш обґрунтованим.
Очевидно, політикон є наступником візантійської емісії монет типу торнезе (відомої грецькою мовою як турнесіон) імператора Андроніка II Палеолога (правління 1282—1328 рр.), і, ймовірно, також мав номінал в 1/96 золотого гіперпірону. Деякі політикони містять ім'я Андроніка III Палеолога (правління 1328—1341) і, отже, вони можуть бути датовані 1330-ми роками, тоді як анонімну серію можна датувати 1340-ми роками (під час яких у Візантії відбувалась руйнівна громадянська війна), а останні випуски з зображенням Іоанна V Палеолога (правління 1341—1376 та 1379—1391) датуються 1350-ми роками, після чого карбування монет цього типу припинили. 